# انجمن بین‌المللی غواصان نایتروکس و فنی
انجمن بین‌المللی غواصان نایتروکس و فنی (به انگلیسی: International Association of Nitrox and Technical Divers) یا (IANTD) سازمانی در ارتباط با ارائه آموزشها و صدور گواهینامه‌های غواصی با نایتروکس و غواصی فنی است.

## تاریخچه
انجمن بین‌المللی غواصان نایتروکس و فنی (به انگلیسی: International Association of Nitrox and Technical Divers) یا (IANTD) یک سازمان غواصی است که با صدور گواهینامه و آموزش در غواصی ورزشی ، غواصی فنی ، غواصی غار ، غواصی در مغروق ها، غواصی مداربسته و سرگروهی غواصی مرتبط است. این کمپانی که در سال 1985 تشکیل شد، پیشگام معرفی غواصی با Nitrox بود و آن را در غواصی ورزشی وارد کرد .انجمن اروپایی غواصان فنی (EATD) در سال 1993 به عضویت IANTD تبدیل شد.
این انجمن توسط دیک روتکوسکی، سرپرست سابق غواصی اداره ملی اقیانوس و جوی آمریکا (NOAA) در سال ۱۹۸۵ تشکیل شد و اقدام به آموزش دوره‌های نایتروکس به غواصان ورزشی نمود. دیک روتکوسکی برای دکتر ولز، مدیر آموزش غواصی در NOAA نیز کار کرده بود. وی این انجمن را از طریق سمت خود در NOAA توسعه داد.
در سال ۱۹۹۲ تام مونت به ریاست و مدیریت عامل این شرکت انتخاب و نام سازمان را به انجمن بین‌المللی غواصان نایتروکس و فنی (IANTD) تغییر داد. همزمان با آن، انجمن اروپایی غواصان فنی نیز با این مجموعه ادغام شد که مدیر آن بیلی دینز مدتی به عنوان مدیر IANTD خدمت کرد. این سازمان برای اولین بار به ارائه آموزش‌های بین‌المللی برای غواصان فنی (تکنیکال دایورز) پرداخت.
در سالهای اولیه روند توسعه شرکت به سختی پیش می‌رفت و با توجه به آنکه برنامه آموزشی غواصی با نایتروکس و ارائه گواهینامه استفاده از هوای غنی شده (نایتروکس) توسط برخی از سازمانهای دیگر مانند BSAC نا امن معرفی شده بود، این شرکت با سرعتی بسیار آهسته به زندگی خود ادامه می‌داد، با این حال از سال ۱۹۸۵ تا فوریه ۱۹۹۲ با حمایت مؤسسه هایپرباریکس بین‌المللی از این سازمان نگهداری شد. در سال ۱۹۹۱ تام مونت و دیک روتکوسکی در IANTD برای اولین بار به ارائه برنامه‌های آموزشی همه‌جانبه غواصی فنی مانند (نایتروکس پیشرفته، غواصی عمیق، غواصی فنی، غواصی در غار، نورموکسیک، تری میکس و سیستمهای ری بریزر) و همچنین از سال 2000 به غواصی آزاد پرداختند.
در مارس 2018، IANTD به RSTC ایالات متحده پیوسته و گواهینامه ISO خود را تجدید کرد
- مشارکت‌کنندگان ویکی‌پدیا. «International Association of Nitrox and Technical Divers». در دانشنامهٔ ویکی‌پدیای انگلیسی، بازبینی‌شده در ۲۳-۱-۲۰۱۲.